# Teenage Mutant Ninja Turtles: Tournament Fighters
Teenage Mutant Ninja Turtles: Tournament Fighters, o Teenage Mutant Hero Turtles: Tournament Fighters en Europa, es un título de tres diferentes juegos de lucha al estilo Street Fighter y The King of Fighters basado de la franquicia de Las Tortugas Ninja, producido por Konami por NES, Mega Drive y Super NES y lanzado durante el periodo de 1993 y 1994. Konami producido un juego de lucha diferente, basado en la serie para cada plataforma, con un elenco de personajes diferentes.